# Зайцева Емма Іванівна
Зайцева Емма Іванівна (2 червня 1970, м. Рівне) — українська театральна художниця,викладач. Заслужена діячка мистецтв України ( з 2009). Член Національної спілки театральних діячів України, член  Асоціації сценографів України.

## Життєпис
Емма Зайцева народилась 2 червня 1970 року місті Рівне у родині будівельників. З раннього віку любила малювати та створювала костюми для ляльок.
У 1985 році закінчила Рівненську дитячу художню школу іди до Ашгабаду і поступати на навчання на відділення "Театральна декорація" Туркменського державного художнього училища імені Шота Руставелі, курс — Д.Чариєва (нині Туркменська державна спеціалізована художня школа при Державній академії мистецтв Туркменістану).
1989 року після занінчення училища приходить до Рівненського обласного українського музично-драматичного театру (художник-постановник).
У 1996 році стає членом Національної спілки театральних діячів України;
У 1998 році стає член Асоціації сценографів України.
З 1998 року працює головним художником Закарпатського академічного обласного українського музично-драматичного театру ім. братів Юрія-Августина та Євгена Шерегіїв (Ужгород), але запрошується до оформлення спектаклів у Київ, Мукачево, Маріуполь.
У 2000 році закінчує Рівненський державний гуманітарний університет (культуролог, викладач теорії та історії культури);
Від 2019 року — викладачка кафедри мистецьких дисциплін Академії культури і мистецтв (Ужгород).
Авторка сценографії до 80 вистав та концертів в театрах Ашхабад, Рівне, Київ, Дніпро, Мукачево, Ужгород.
Живе і працює у м. Ужгород.

## Творчість
Оформила понад 70 вистав, серед них:
 Рівненський обласний академічний український музично-драматичний театр 
- 1997 — «Зачарована рукавичка» І.та Я. Злотопольских
- 1997 — «Сосиски консерви та Небо в алмазах» М. Супонін
- 1997  — «Як наші діди парубкували» Володимира Канівця за С. Васильченко,
- 1997 — «Кайдашева сім'я» Івана Нечуй-Левицького

 Мукачівський драматичний театр 
- 2005 — казка «Хутряна хатинка» — В.Грабовського,
- 2006 — «Лісістрата» — Л.Філатов

 Донецький академічний обласний драматичний театр  (Маріуполь-Ужгород)
- 2022 — «Крик нації» — Л.Колосович, О. Біла; «Маріупольська драма» — О.Гаврош ;

 Закарпатський академічний обласний український музично-драматичний театр імені братів Юрія-Августина та Євгена Шерегіїв 
- 1999 — оперета «Танго для тебе» — Є.та А. — Ю.Шерегії;
- 2000 — «Закарпатський вертеп-бетлегем» — А.Філіппов, «Банкрот» — М.Старицьким;
- 2001 — «Все починається з любові»– Г.Голубенко, Л.Сущенко, В.Хаїт; «Любмй спокусниу» — В.Тарасов;
- 2002 — «Чорний дипломат»– В.Селезньов, «Шампанського і карету» (Ретро)– О.Галін;
- 2003 — «Сімейний уік-енд» — Ж.Пуаре;
- 2004 — оперета «О'кей, Мойшо» — C.Кузик, «Наречені….» — В. Губарєв;
- 2005 — «Чого хоче жінка?» — Г.Квітка-Основ'яненко, «Краплина ніжності»– А. Ніколаї; «Аудіенція» — В.Гавел;
- 2006 —"Потрібен брехун"– Д.Псафас;
- 2007 — Наталка Полтавка — І.Котляревський;
- 2009 —Сужний час" — І.Козак;
- 2010 —"Обережно жінки" — А.Курейчик; «Дорога до раю» — Д.Кешеля; «Велике жабення»– Л.Устинов;
- 2011 — «Назар Стодоля» — Т.Шевченко, «Амеріканська рулетка» — О.Мардань;
- 2012 —"Що залишаємо людям?…" — І.Чендей, С.Гержик; «Пограбування опівночі»– М.Митрович; «Сватання на Гончарівці» Г.Квітка-Основ'яненко;
- 2013 — оперета «Здрастуйте, Я ваша тітонька»– Б.Томас; «Трамвай жадання» — Т.Вільямс; «Малюк і Карлсон» — за А.Лінгред;
- 2014 — «Цвіт папороті» — Ю.Чорі;
- 2015 — «Турецька шаль» — А.Горін, Е.Яворський, «А в Паріжи гарне літо…» — О.Гаврош;
- 2016 — «Орфей і Еврідіка» Жана Кокто
- 2017 — «Шаріка» оперета Ярослава Барнича; "Задуши мене в обіймах" А. Несина; «Вільні метелики»; «Крок від любові» за Михайлом Старицьким
- 2018 — «Вуйцьо з крилами» Олександра Гавроша, «День народження кота Леопольда» Аркадія Хайта; «Країна До-Ре-Мі» Хави Валаамова; «Дві Снігуроньки один Новий рік» М. Гончарова
- 2019 — «Жменяки» А. Філіппов за романом Михайла Томчанія
- 2020 — «Думи мої….» за Т.Шевченком;
- 2021 — «До зустричі з тобою» («Танго для тебе») — Юрія Шерегія Євген Шерегій
- 2023 — «Один» — за поєзією П.Скунця; «Солодка помста» («Декоратор») — Д.Черчилля
- 2024 — Наталка Полтавка — І.Котляревський; Вісім люблячих жінок  — Р.Тома.
- 2025 — Кайдашева сім'я — І. Нечуй-Левицький; "Емігранти"— Славомир Мрожек []

## Виставки
Персональні
- 2005 — «Від ескізу до вистави» (Ужгород, Мукачево)
- 2006 — «Театральний макет» (Мукачево)
- 2012 — «Театральний костюм» (Одеса)
- 2018 — «Ескізи життя» (Ужгород)[1]
- 2019 — «Ескізи життя» (Львів)[2] «Ескізи життя» (Одеса)
- 2020 — «Театр художника» (Ужгород)
- 2025 — «Народження образу» (Ужгород) []

Групові
- 1982 — «60-річчю заснування СРСР» (Рівне)
- 1986–1989 — «Молоді художники театру і кіно» (Ашхабад)
- 2005 — «Культура України в межі третього тисячоліття» (Київ)
- 2009, 2016 — «Міжнародний день театру» (Ужгород)
- 2021 — «Костюм-образ часу» (Ужгород)
- 2022 — «Форум під час війни / Forum during the war UAScenography» (Київ) []
- 2024 —"Парубок моторний: Еней очима сучасників" (Острог)
- 2025 — «Дзеркало сцени» (Ужгород) []; «Енеїда: енциклопедія українства» (Рівне)

Твори художниці зберігаються приватних збірках Туркменістану, Німеччині, Рівне, Ужгород, а також в Музей книги та друкарства Острог, Закарпатський обласний краєзнавчий музей імені Тиводара Легоцького(Ужгород)

## Нагороди та відзнаки
- 1999 — Лауреатка Премії імені братів Євгена та Юрій — Августина Шерегіїв— за оформлення вистави «Танго для тебе» — бр. Шерегії.
- 2000 — Лауреатка Премії імені братів Євгена та Юрій — Августина Шерегіїв — за оформлення вистави «Банкрут» — за М. Старицьким.
- 2003 — нагрудний знак Закарпатської ОДА «За розвиток регіону».
- 2005 — Лауреатка VI Міжнародного фестивалю етнічних театрів України та Єврорегіону «Етно-Діа-Сфера» у номінації: «Найкраща сценографія» — за виставу «Чого хоче жінка?» — Г.Квітка-Основяненко
- 2009 — Заслужений діяч мистецтв України[3]
- 2009 — лауреатка Премії імені Федора Нірода — за сценографію до вистав 2008—2009 років.
- 2009 — лауреатка Премії імені братів Євгена та Юрій — Августина Шерегіїв — за оформлення вистави «Судний час» — І. Козака
- 2016 — Лауреатка Премії імені братів Євгена та Юрій — Августина Шерегіїв— за оформлення вистави «В Парижі гарне літо» — О.Гавроша.
- 2016 — Орден «Святої Великомучениці Варвари» Української Православної церкви Київського Патріархату.
- 2020 — Відзнака-хрест та Благословенна грамота Предстоятеля Православної церкви України[4]
- 2023 — Лауреатка Премії імені братів Євгена та Юрій — Августина Шерегіїв— за оформлення вистави «Один» — за поезією П.Скунця.

## Книги, монографії, дослідження
- 2022  - «ВЗАЄМОДІЯ РЕЖИСЕРА ТА ХУДОЖНИКА У СТВОРЕННІ ХУДОЖНЬОГО ОБРАЗУ ТЕАТРАЛЬНОЇ ВИСТАВИ». Збірник матеріалів конференції. Луцьк. 2022. С. 77-79.
- 2021  - «Театрально-декораційне мистецтво Закарпатського академічного обласного українського музично-драматичного театру імені братів Ю.-А.та Є. Шерегіїв 1946—2021 роки.» — ISBN 978-617-7796-15-1
- 2020  - Себастьяно Серліо — філософ перспективної сцени театру Відродження. Збірник матеріалів конференції. Ужгород.2020. С.32-40.

## Родина
- Чоловік — театральний діяч, заслужений працівник культури України, доктор філософії з культурології Зайцев Олег Дмитрович
- Донька - Зайцева-Олос Анастасія Олегівна (1991 р.н.).
- Донька - Зайцева Амалія Олегівна (2007 р.н.) кандидат у майстри спорту з кіокушин БуДо карате.